# Poolbillard 2008
Die Poolbillard-Saison 2008 war eine Serie von Poolbillard-Turnieren, die von der World Pool-Billiard Association veranstaltet wurden.

## Saisonergebnisse
| Datum                           | Turnier                                   | Austragungsort    | Disziplin   | Sieger                          | Finalist              | Ergebnis |
| 21. Februar bis 23. Februar     | ET 90 – French Open 2008                  | Sucy-en-Brie      | 9-Ball      | Tony Drago                      | Christian Reimering   | 10:6     |
| 29. Februar bis 2. März         | Guinness 9-Ball Tour 2008 – Event 1       | Taipeh            | 9-Ball      | Chang Jung-Lin                  | Joven Bustamante      | 11:5     |
| 4. April bis 6. April           | Guinness 9-Ball Tour 2008 – Event 2       | Penang            | 9-Ball      | Chang Jung-Lin                  | Wang Hsun-hsiang      | 11:7     |
| 10. April bis 12. April         | ET 91 – Italy Open 2008                   | Castel Volturno   | 9-Ball      | Darren Appleton                 | Bruno Muratore        | 9:2      |
| 18. April bis 24. April         | 8-Ball-Weltmeisterschaft 2008             | Fudschaira        | 8-Ball      | Ralf Souquet                    | Ronato Alcano         | 13:9     |
| 9. Mai bis 11. Mai              | World Pool Masters 2008                   | Las Vegas         | 9-Ball      | Alex Pagulayan                  | Mika Immonen          | 8:6      |
| 13. Mai bis 17. Mai             | Predator International Championship 2008  | Jacksonville, FL  | 10-Ball     | Shane van Boening               | unbekannt             |          |
| 22. Mai bis 24. Mai             | ET 92 – German Open 2008                  | Sindelfingen      | 9-Ball      | Thomas Engert                   | Fabio Petroni         | 9:1      |
| 31. Mai bis 1. Juni             | Guinness 9-Ball Tour 2008 – Event 3       | Genting Highlands | 9-Ball      | Chang Jung-Lin                  | Antonio Gabica        | 11:6     |
| 12. Juni bis 14. Juni           | ET 93 – Austrian Open 2008                | Rankweil          | 9-Ball      | Nick van den Berg               | Imran Majid           | 9:2      |
| 25. Juli bis 27. Juli           | Guinness 9-Ball Tour 2008 – Event 4       | Singapur          | 9-Ball      | Alex Pagulayan                  | Dennis Orcollo        | 11:6     |
| 13. August bis 14. August       | International Challenge of Champions 2008 | Uncasville        | 9-Ball      | Fu Jianbo                       | unbekannt             |          |
| 7. August bis 16. August        | Europameisterschaft 2008                  | Willingen         | 14/1 endlos | Ivica Putnik                    | Ralf Souquet          | 125:99   |
| 7. August bis 16. August        | Europameisterschaft 2008                  | Willingen         | 8-Ball      | Marcus Chamat                   | Zoran Svilar          | 8:3      |
| 7. August bis 16. August        | Europameisterschaft 2008                  | Willingen         | 9-Ball      | Stephan Cohen                   | Zoran Svilar          | 9:8      |
| 25. August bis 30. August       | 14/1-endlos-Weltmeisterschaft 2008        | New Brunswick, NJ | 14/1 endlos | Niels Feijen                    | Francisco Bustamante  | 200:11   |
| 11. September bis 13. September | ET 94 – Netherlands Open 2008             | Weert             | 9-Ball      | Ralf Souquet                    | Mehmet Cankurt        | 9:5      |
| 19. September bis 21. September | Guinness 9-Ball Tour 2008 – Event 5       | Guangzhou         | 9-Ball      | Dennis Orcollo                  | Wang Hsun-hsiang      | 11:6     |
| 29. September bis 5. Oktober    | 10-Ball-Weltmeisterschaft 2008            | Manila            | 10-Ball     | Darren Appleton                 | Wu Chia-Ching         | 13:11    |
| 7. Oktober bis 12. Oktober      | World Cup of Pool 2008                    | Rotterdam         | 9-Ball      | Shane van Boening Rodney Morris | Daryl Peach Mark Gray | 11:7     |
| 16. Oktober bis 18. Oktober     | ET 95 – Swiss Open 2008                   | Payerne           | 9-Ball      | Ralf Souquet                    | Christian Reimering   | 9:4      |
| 19. Oktober bis 25. Oktober     | US Open 9-Ball 2008                       | Chesapeake, VA    | 9-Ball      | Mika Immonen                    | Ronato Alcano         |          |
| 24. Oktober bis 26. Oktober     | Guinness 9-Ball Tour 2008 – Event Finale  | Jakarta           | 9-Ball      | Yang Ching-shun                 | Wu Chia-Ching         | 11:9     |
| 19. November bis 24. November   | All Japan Open 2008                       | Amagasaki         | 9-Ball      | Mika Immonen                    | Ronato Alcano         |          |
| 4. Dezember bis 6. Dezember     | ET 96 – Costa del Sol Open 2008           | Málaga            | 9-Ball      | Niels Feijen                    | Marcus Chamat         | 9:3      |
| 11. Dezember bis 14. Dezember   | Mosconi Cup 2008                          | San Ġiljan        | 9-Ball      | Europa                          | USA                   | 11:5     |